# كلاي موسر
كلاي موسر (بالإنجليزية: Clay Moser)‏ هو مدرب كرة سلة أمريكي، ولد في 10 نوفمبر 1962.